# كرة القدم في السودان
تُدار رياضة كرة القدم في السودان من قبل اتحاد السودان لكرة القدم. يدير الاتحاد المنتخب الوطني لكرة القدم، وكذلك الدوري الممتاز. وكرة القدم هي الرياضة الأكثر شعبية في السودان.